# Imma torophracta
Imma torophracta is een vlinder uit de familie van de Immidae. De wetenschappelijke naam van de soort is voor het eerst geldig gepubliceerd in 1935 door Edward Meyrick.